# Plainville, Oise
Plainville, Oise là một xã thuộc tỉnh Oise trong vùng Hauts-de-France phía bắc nước Pháp. Xã này nằm ở khu vực có độ cao trung bình 143 mét trên mực nước biển..